# Kazár Emil
Kazár Emil, születési nevén Titzer Manó (Nagyvárad, 1843. június 23. – Budapest, 1922. május 15.) hírlap- és regényíró.

## Élete
Iskoláit szülővárosában kezdte és Pesten a VII. és VIII. osztályt 1860–61-ben a római katolikus főgimnáziumban folytatta. Korán lépett az írói pályára, már 1860–61-ben közölt a Napkelet és Divatcsarnok elbeszéléseket tőle, Ozul és Emil álnevek alatt. 
1862-ben a Szabó Richárd által szerkesztett szépirodalmi Divatcsarnok és Gyermekbarát segédszerkesztője lett, 1864 júliusában a Tóth Kálmán által megindított Fővárosi Lapok belső dolgozótársa Vadnai mellett. Innét 1869. március 1-jén az akkor keletkezett és Csernátony által szerkesztett Ellenőr belső dolgozótársa lett és a lapnak újdonsági, színházi és művészeti rovatait vezette és sok cikket és tárcát, különösen vasárnapi tárcákat írt a lapba Echo aláírással 1875 tavaszáig, amikor megvált a laptól. Ez időben egyszersmind segédszerkesztője, majd (1871–72-ben) szerkesztője volt a Hazánk s a Külföldnek és a Heti Postának. Ezután mint elbeszélő kevesebbet írt és a hírlapírásra fordította idejét, egyszersmind a színműírással tett kísérletet.
1872-ben a Vasárnapi Ujság és ennek társlapjai (Politikai Ujdonságok, Képes Néplap, Világ-Krónika) szerkesztőségébe lépett. Munkásságának legnagyobb része ezen lapokra esik; ezeknek egyetlen száma sincs, melybe ne dolgozott volna; a Politikai Ujdonságok évfolyamainak sorozata csaknem egészen tőle van. Emellett 1879-től 1893 végéig az Egyetértés belső dolgozótársa volt; az irodalmi és művészeti rovatokat látta el, majd a tárcarovatot vezette. A képzőművészeti dolgokról, művészekről, festményekről, könyvekről, színdarabokról, napi és társadalmi kérdésekről sokszor ír, azonban legtöbbnyire névtelenül.
1877-ben a Kisfaludy Társaság is megválasztotta tagjai közé, de e kitüntetésről egy év múlva lemondott. A Népszínháznak megnyitásától kezdve másfél évtizedig drámabírálója volt, és 1897 októberétől ismét betöltötte ezt a posztot.

## Művei

### Folyóiratcikkek
Elbeszélései, rajzai a következő lapokban és évkönyvekben jelentek meg: Napkelet és Divatcsarnok (1860-63), Hölgyfutár (1861–64), Családi Kör (1861–64), Gombostű (1862), Császárfürdői Album (1863), Koszorú (1863–64), Uj Nemzedék (1862), Fővárosi Lapok (1864-től), Nefelejts (1861., 1865, 1871.), Pesti Hírlap (1864–65), Auróra (1867), Koszorú (1879–80). Magyar Népvilág (1880), Arad és Vidéke (1881, 1885), Képes Családi Lapok (1885), Pesti Napló (az utóbbi időkben a fővárosi múltjáról, a 60-as és 70-es évekbeli életéről és általában a régi Pestről s a város középületeiről számos cikket írt, egy részét Civis név alatt; 1894. 103. sz. A műcsarnok kiállítása, 100. sz. A műcsarnok pályázatai stb.). 1896 óta a Magyarország politikai napilap belső dolgozótársa, s abba politikai cikkeket, társadalmi, művészi és színházi közleményeket írt. 
Szerkesztette (az említett lapokon kívül) a Házi naptárt (1886–1890) Budapesten.

### Önálló könyvek
- Elbeszélések. Pest, 1863. Két kötet. (Ism. Hölgyfutár, 2., 23-25. sz.)
- Az utolsó pont. Elbeszélés. Pest, 1864.
- Csendes órák. Beszélygyűjtemény. Pest, 1864.
- A kincskeresők, népszínmű öt felvonásban. Budapest, 1874. (A Nemzeti Színház Könyvtára 65. Zenéje Langer Viktortól. Először adatott a budapesti nemzeti szinházban 1874. decz. 11.)
- A hátrahagyott család, színmű négy felvonásban. Budapest, 1875. (A Nemzeti Színház Könyvtára 90. Először adatott a nemzeti szinházban 1875. deczember 1.)
- A semmi, ha valamivé lett. Regény. Budapest, 1881. (Magyar Regény-Csarnok 2., 4., 6. Ism. Koszorú IV., Fővárosi Lapok 1882. 4. sz.)
- Ősök és unokák. Regény. Budapest, 1882. (Magyar Szalon-Könyvtár. Ism. Főv. Lapok 67. sz., Koszorú VII.)
- Izsák. Regény. Budapest, 1886. (Ism. Nemzet 105. sz., Koszorú 11. sz.)
- Lég és föld. Kitörölt évek. Két elbeszélés. Budapest, 1888. (Egyetemes Regénytár III. 9. Ism. Irodalmi Értesítő 1888., Budapesti Szemle LVI. 1891.) Online
- A szivárvány. Elbeszélés. Budapest, 1889. (Egyetemes Regénytár IV. 15.) Online
- A ma holnap nélkül. Regény. Budapest, 1889. (Pallas Könyvtár IV. 7.)
- Össze-vissza. Elbeszélések. Budapest, 1897. (Az Athenaeum Olvasótára 69.) Online

### Színdarab
- A két kulacsos című, ötfelvonásos vígjátékát 1869. január 2-án előadták a Molnár György-féle Budai Népszínházban.